# Parnaso

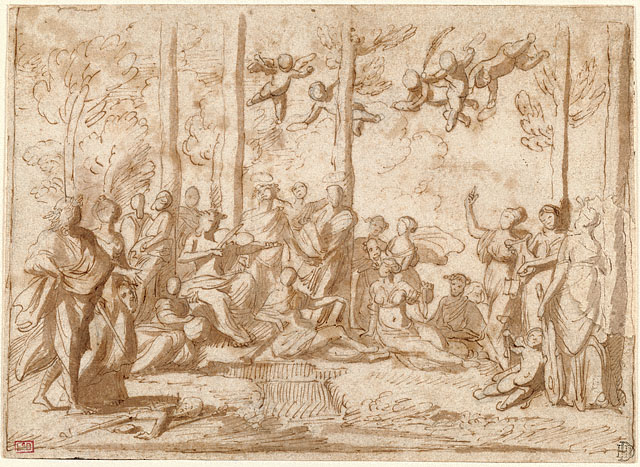
Dibujo de Nicolas Poussin de Apolo y las Musas en el Parnaso

En la mitología griega, Parnaso fue hijo de Poseidón y de la ninfa Cleodora, héroe epónimo de la cadena montañosa que se extiende entre los territorios de los dorios y los focenses. 
Se le atribuye la fundación del oráculo de Delfos, que luego habría de ocupar Apolo, en la ladera del denominado monte Parnaso, en el que tenían su morada las Musas, que acudieron llamadas por este dios procedentes del monte Helicón. Por esa razón se considera al Parnaso como la patria simbólica de los poetas, y, por extensión, se ha venido usando para titular recopilaciones de autores de las más prestigiosas obras artísticas y literarias. 
En la ladera meridional del Parnaso está situada la fuente Castalia y el santuario panhelénico de Delfos, dedicado a Apolo, donde estaba el oráculo de Delfos.

## Etimología
El nombre Parnaso (en griego antiguo,΄Ορος Παρνασσός, Παρνασσός, Parnassós)  parece tener su etimología en el sustrato del pregriego (también llamada pelasgo o pelásgico), al tener como sufijo *-ssos, frecuente en los topónimos (ej. Knossos, Korinthos, Zakynthos). De otro lado, para *Parna- se ha propuesto la misma raíz que la palabra que significa "casa" en hitita.